# (1022) Олимпиада
(1022) Олимпиада (лат. Olympiada) — небольшой астероид главного пояса, который был открыт 23 июня 1924 года советским астрономом Владимиром Альбицким в Симеизской обсерватории и назван в честь Олимпиады Альбицкой, матери первооткрывателя.

Орбита астероида Олимпиада и его положение в Солнечной системе
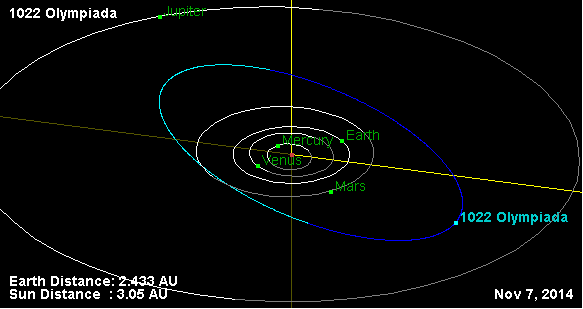
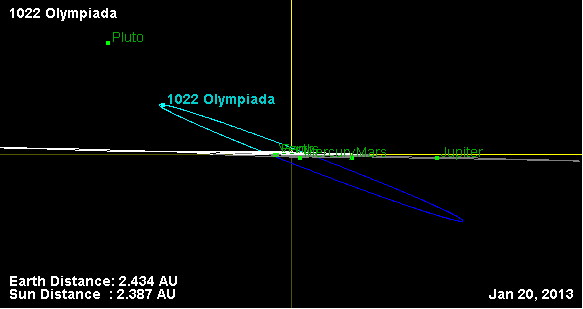